# ميساكي كونو
ميساكي كونو (久野美咲 كونو ميساكي) هي ممثلة يابانية ولدت في 19 يناير 1993 في طوكيو.

## أدوارها في الأنمي

### مسلسلات أنمي تلفزيونية
- جاليلي دونا - غراندي روسو
- كايتو جوكر - روكو
- الخطايا السبع المميتة - هوك
- الخطايا السبع المميتة: تلميحات الحرب المقدسة - هوك
- الخطايا السبع المميتة: إعادة إحياء الوصايا - هوك
- الخطايا السبع المميتة: غضب الحراس - هوك
- لوغ هورايزون - سيرارا
- سيليكتور إنفكتد ويكروس - تاما
- سيليكتور سبريد ويكروس - تاما
- لوستوريج كونفليتد ويكروس - تاما
- كنز نانانا ريوغاجو - أيا سوروغا
- أختي لا يمكن لها أن تكون بهذه الظرافة - بريدجت إيفانز
- أختي لا يمكن لها أن تكون بهذه الظرافة. - بريدجت إيفانز
- التلميذ المتخلف في ثانوية السحر - نانامي كاسوغا
- دورارارا!! ×2 المقدمة - أكاني أواكوسو
- دورارارا!! ×2 المنتصف - أكاني أواكوسو
- دورارارا!! ×2 الخاتمة - أكاني أواكوسو
- الشمس التي تخترق الأوهام - كيربيروم
- السيطرة على العالم: خطة زفيزدا - كيتو هوشيميا
- سترايك ذا بلاد - ليديان ديدي
- آيدولماستر سندريلا جيرلز - نينا إيتشيهارا
- بلاستيك ميموريز - نينا
- فرسان التنكاي - أورنغور
- نوراغامي - كييتشي، هيناها
- كيزناييفر - نيكو نياما
- بيغ أوردر - سينا هوشيميا
- ديمنشن دبليو - ديبرا إيستريفر
- إيس أتورني - بيرل فاي
- أسد آذار - مومو كاواموتو
- عروس الساحر - هيوغو
- هابي شوغر لايف - شيو كوبي
- فانتوم وورلد متعدد الألوان - كورومي كوماماكورا
- كارول آند تيوزداي - GGK
- مذكرات العطارة -  شياولان

### أفلام أنمي
- سيليكتور دستراكتد ويكروس - تاما
- ملك الشوك - أليس
- الخطايا السبع المميتة: أسرى السماء - هوك
- ماكيا:عندما تزهر زهرة الوعد - ميدميل
- مابوروشي - إيتسومي

## أدوارها في ألعاب الفيديو
- الخطايا السبع المميتة: أنجاست سن - هوك
- ذا سفن ديدلي سنز: نايتس أوف بريتانيا - هوك
- آيدولماستر سندريلا جيرلز - نينا إيتشيهارا

## أدوارها في الدبلجة اليابانية
- تشارلي ومصنع الشوكولاتة - فايوليت بيورغارد
- سو - ديان غوردون
- البحث عن نيمو - دارلا
- الانتقام - أماندا كلارك (أيام الطفولة)

## وصلات خارجية
- ميساكي كونو على موقع IMDb (الإنجليزية)
- ميساكي كونو على موقع ميوزك برينز (الإنجليزية)
- ميساكي كونو على موقع قاعدة بيانات الفيلم (الإنجليزية)
- ميساكي كونو على موقع كينوبويسك (الروسية)
- ميساكي كونو على موقع ANN person (الإنجليزية)

- صفحة IMDb